# 虫部
虫部（）は、漢字を部首により分類したグループの一つ。
康熙字典214部首では142番目に置かれる（6画の25番目、申集の3番目）。

## 概要
「虫」字は「虺」の本字として毒蛇を意味し、その形を象ったものである。
なお「虫」の字音はキ（クヰ）であり、日本の常用漢字および中国の簡化字の「虫」は「蟲」（音はチウ、昆虫の意）字の略字である。
偏旁の意符としては蛇など爬虫類のみならず、這って進む動物全般、即ち昆虫類・節足動物・腔腸動物・環形動物・軟体動物・両生類…などに関わることを示す。また、想像上の動物では龍の眷属に「虫」が使われる。偏や脚の位置に置かれ、左右構造や上下構造を作る。
あまり多くないが異体字も数例存在し、上下や左右の構造が異なる同字（蟇と蟆、蟹と蠏など）、部分を変えた異体字（蠹と蠧など）、一部分を省略した字（蝨と虱、蠎と蟒など）、表外字の拡張新字体（蠅と蝿、蠣と蛎）などが存在する。
現在虫部に属する漢字の一部には、「螽」「蠢」のように下に「虫」が2つ並んだものもあり、これらは「䖵」を意符とする漢字で、『説文解字』では「䖵部」が立てられそこに属していた。
虫部はこのような意符を構成要素に持つ漢字を収録する。

## 部首の通称
- 日本：むし・むしへん
- 中国：虫字旁・虫字底
- 韓国：벌레훼부（beolle hwe bu、ムシの虫部）・벌레충부（beolle chung bu、ムシの蟲部）
- 英米：Radical insect

## 部首字
虫
- 中古音
  - 広韻 - 許偉切、尾韻、上声
  - 詩韻 - 尾韻、上声
  - 三十六字母 - 暁母
- 現代音
  - 普通話 - ピンイン：hǔi 注音：ㄏㄨㄟˇ ウェード式：hui3
  - 広東語 - Jyutping:wai2 イェール式:wai2
- 日本語 - 音：キ（クヰ）（漢音・呉音）
- 朝鮮語 - 音：훼(hwe) 訓：살모사（salmosa、毒蛇）・벌레（beolle、むし）

甲骨文
金文
小篆

## 例字
| 画数 | 例字                                                                 |
| ---- | -------------------------------------------------------------------- |
| 0    | 虫                                                                   |
| 3    | 虹                                                                   |
| 4    | 蚓・蚣・蚊・蚤・蚪                                                   |
| 5    | 蚯・蛄・蛇・蛆・蛋・蚰・蛉・﨡                                       |
| 6    | 蛙・蛔・蛞・蛤・蛟・蛭・蛛・蛯                                       |
| 7    | 蜒・蛾・蜆・蜈・蜍・蛸・蜀・蜃・蛻・蜉・蜂・蛹・蜊・蜋（螂10）       |
| 8    | 蜴・蜷・蜻・蜥・蜘・蜩・蜚・蜜                                       |
| 9    | 蝦・蝸・蝌・蝴・蝗・蝨（虱2）・蝕・蝶・蝠・蝮・蝙・蝱（虻3）・蝓・蝣 |
| 10   | 螢（蛍5）・蟆（蟇）・螟・融                                          |
| 11   | 螯・蟋・螽・蟀・蟄・螳・蟒・螺・螻                                   |
| 12   | 蟯・蟬（蝉9）・蟲（虫0）・蟠                                         |
| 13   | 蟹・蠍・蟻・蟾・蟷・蠅（蝿9）                                        |
| 14   | 蠕・蠣（蛎5）                                                        |
| 15   | 蠢・蠟（蝋8）                                                        |
| 17   | 蠱                                                                   |
| 18   | 蠶（蚕4）・蠹                                                        |
| 19   | 蠻（蛮6）                                                            |

### 注
日本において虫偏の異体字は慣用的に使われているものが多く、表外漢字においても康熙字典体ではなく、慣用の字体を印刷標準字体としていることがある。ここでは康熙字典体に従って慣用字は括弧に入れている。

### 最大画数
𧖤・𧖥・𧖦